# Museo Eroli
Il Museo Eroli si trova nel comune di Narni ed è situato nel Palazzo Eroli, costruito tra il 1600 e il 1700 e dimora della nobile omonima famiglia narnese fino al 1984, anno in cui fu acquistato dalla Provincia di Terni.

## Descrizione
Oltre alle collezioni archeologiche e medioevali, patrimonio pubblico, ospita una pinacoteca nella quale è possibile ammirare, tra l'altro, una pala d'altare dell'Incoronazione della Vergine di Domenico Ghirlandaio e l'Annunciazione di Benozzo Gozzoli, entrambe commissionate dal cardinale Berardo Eroli, massimo esempio di mecenatismo a Narni nel 1400.
Nei 2.700 m² del Palazzo Eroli, che oltre all'area espositiva del Museo ha anche aree destinate a vari eventi culturali, è ospitata anche la Biblioteca Giovanni Eroli.
All'interno del museo pubblico sono esposte le Zanne dell'elefans antiquus, rinvenute nel 1988 da un gruppo volontario di speleologi nella valle del fiume Nera in località Molino di Passatore, nei pressi di una cava abbandonata, area alluvionale, a Taizzano frazione del comune di Narni, chiamato il Cimitero degli Elefanti dove sono stati trovati i resti di 5 scheletri di Elefanti . L’elefante antico aveva zanne poco ricurve e poteva raggiungere l’altezza di 4 m. Fu presente nella penisola Italica nell'epoca geologica del Pleistocene medio (700.000-120.000 anni fa). 

## Galleria d'immagini

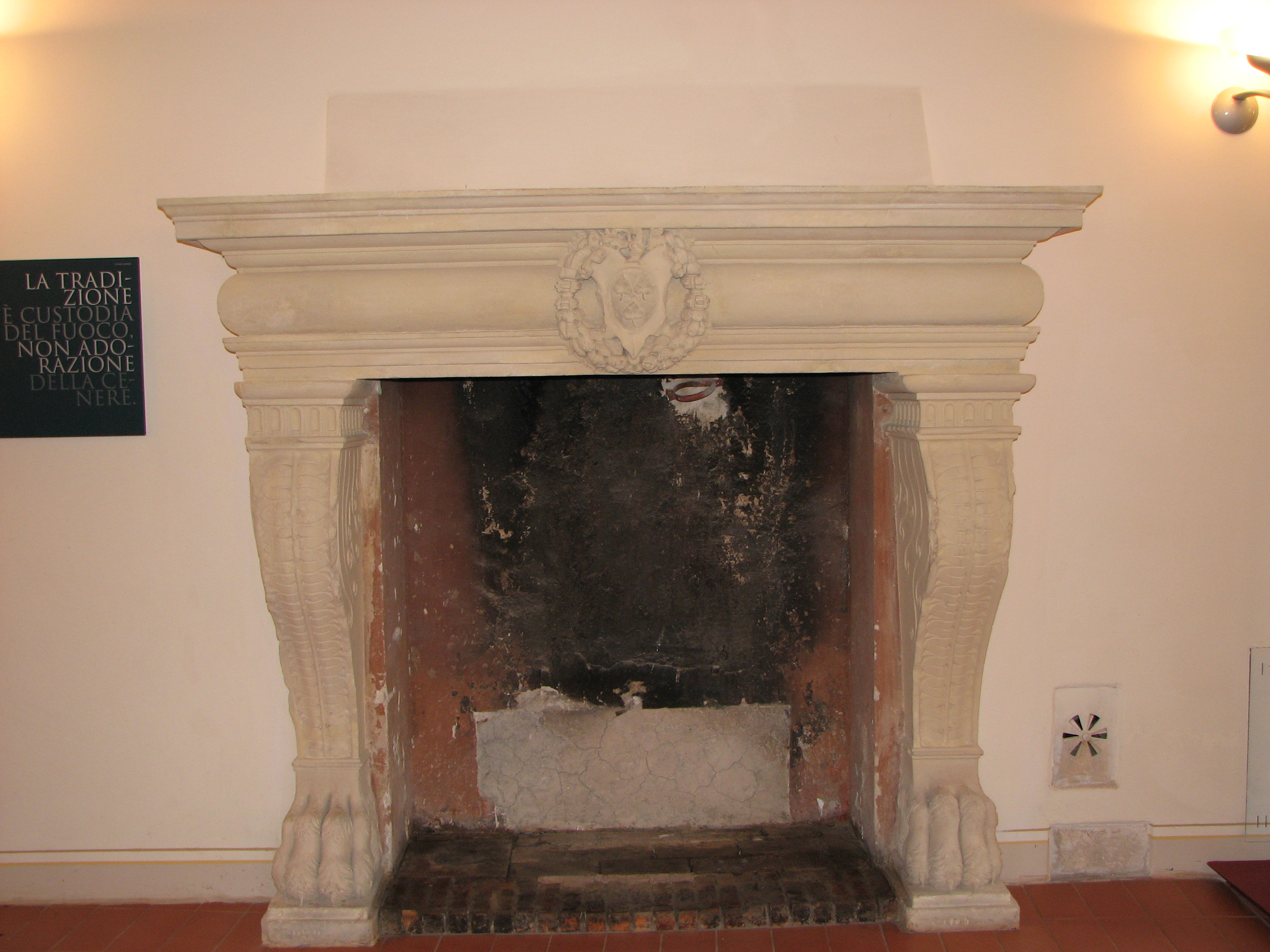
Il monumentale camino.
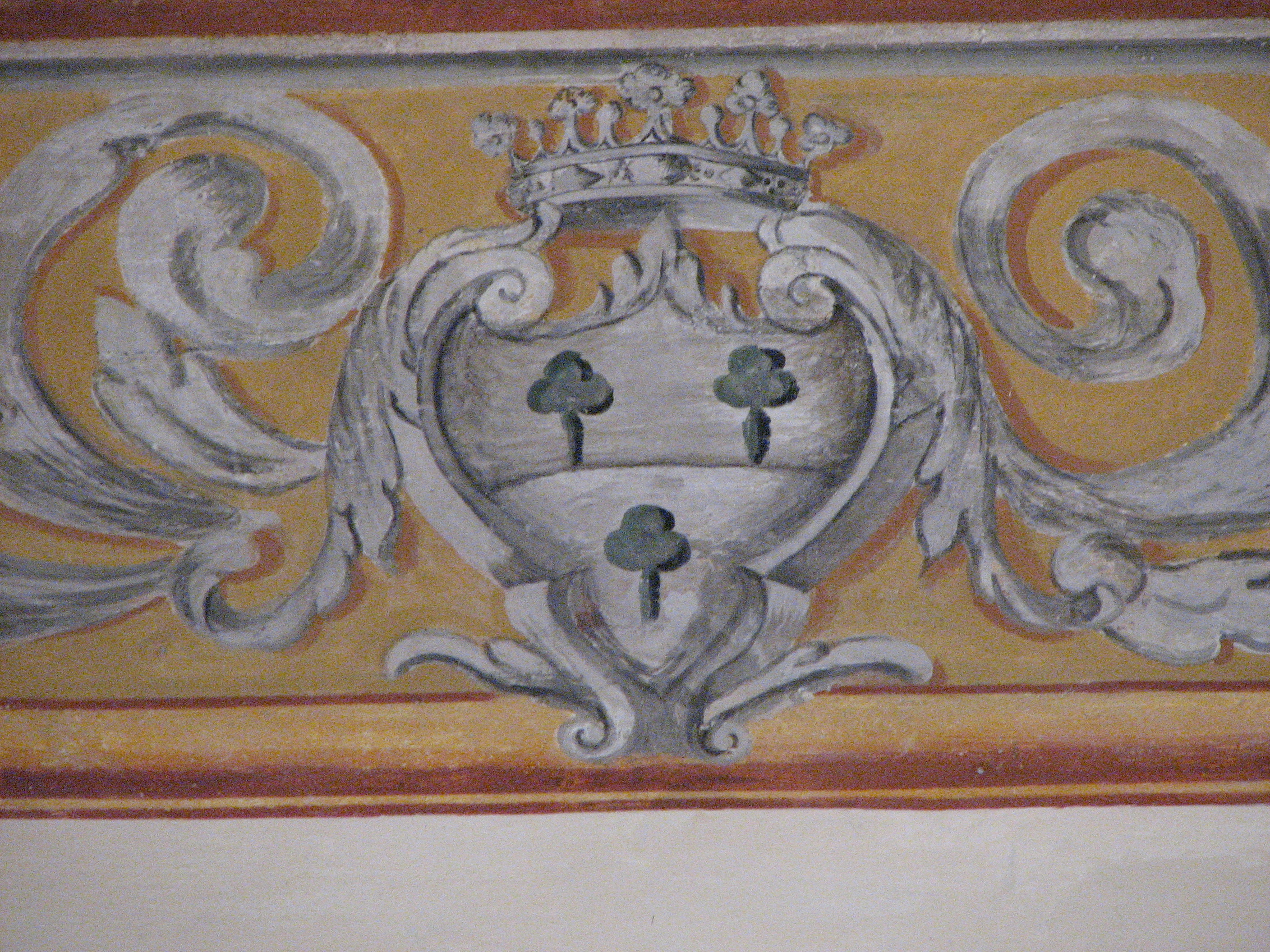
Particolare di un affresco con lo stemma Eroli.
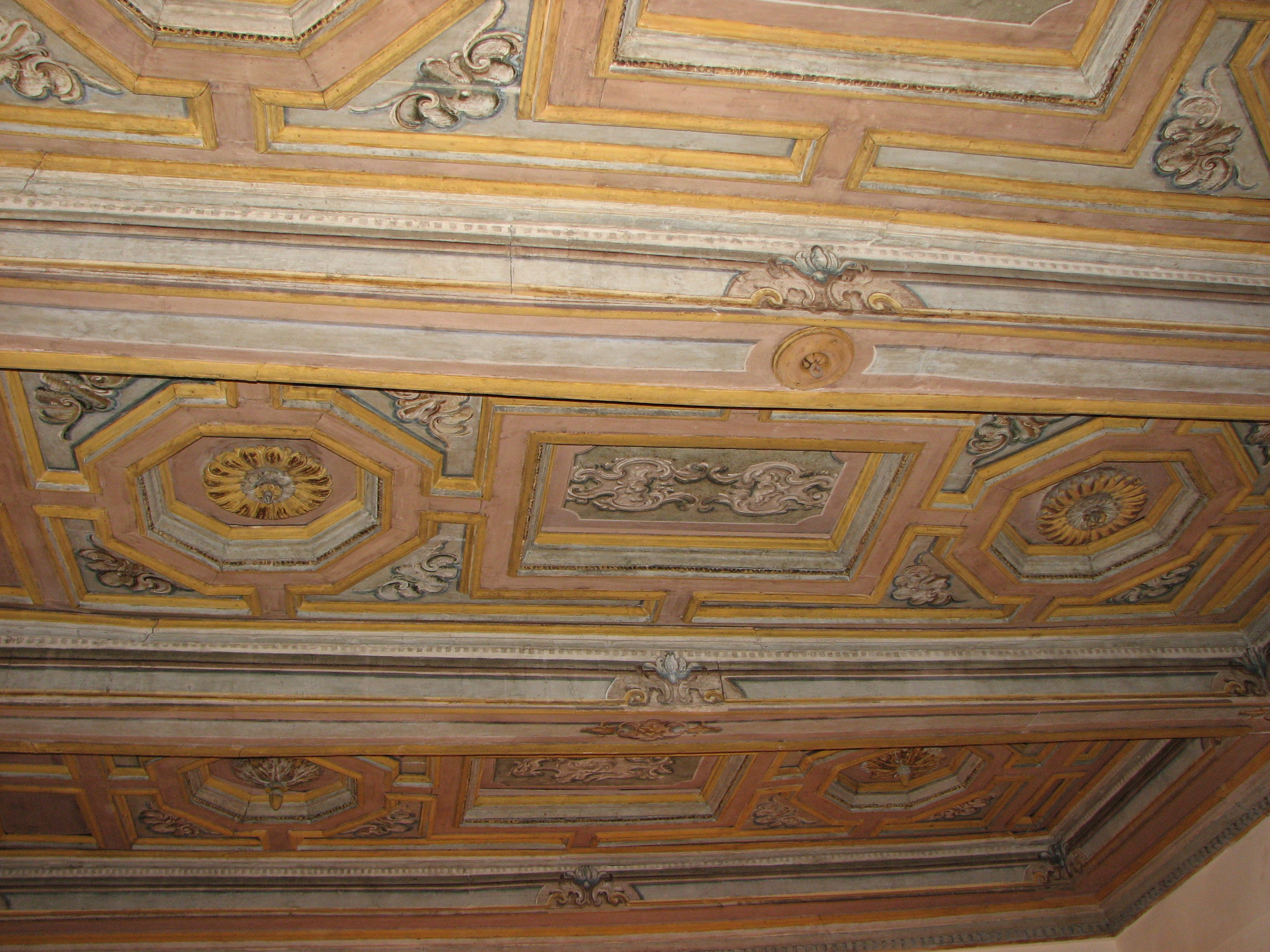
Uno dei caratteristici soffitti a cassettoni.
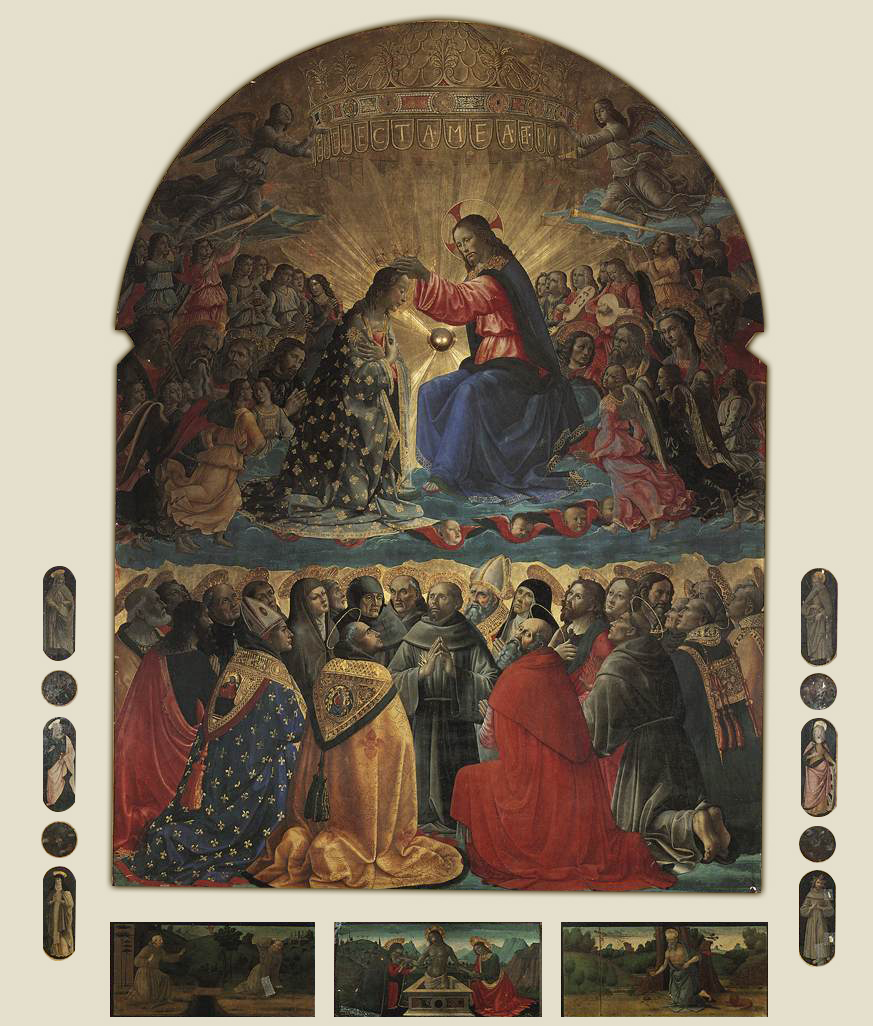
L'incoronazione della Vergine del Ghirlandaio